# Torremocha (Cáceres)
Torremocha es un municipio y localidad española de la provincia de Cáceres, en la comunidad autónoma de Extremadura. El término municipal, perteneciente al partido judicial de Cáceres y a la mancomunidad de Montánchez, tiene una población de 736 habitantes (INE 2024).

## Geografía física

### Hidrografía
Las corrientes de agua más sobresalientes son algunos arroyuelos que desembocan en el río Tamuja y en el río Salor, que pasa por el término.

### Orografía
El relieve en el término municipal de Torremocha es prácticamente llano, con ligeras ondulaciones por el encajamiento de la red fluvial sobre un sustrato pizarroso característico de áreas de penillanura del sur de la provincia de Cáceres.

## Naturaleza

### Fauna y flora
Dentro de la fauna merece mención especial un conjunto de aves protegidas entre las que la avutarda, con una población muy importante (la ZEPA actualmente acoge la mayor población de avutardas de Extremadura y la, posiblemente, de mayor densidad de la península ibérica, estando censados más de dos mil ejemplares), es la especie más característica, viéndose acompañada por otras como sisones, gangas, ortegas, aguiluchos cenizos, cernícalos, águilas culebreras, águilas calzadas, garcillas bueyeras o cigüeñas blancas. Además, en el término municipal torremochano destacan algunos parajes húmedos, como los pantanos del Gallo y Jarripa y las charcas del Monte, del Pozuelo o Torrealba. 
La formación vegetal autóctona es del tipo durilignosa con un bosque esclerófilo mediterráneo representado por la encina y el alcornoque, junto a otras especies que componen el matorral como la jara, aulaga y cantueso, tanto en las zonas pseudoesteparias como en las dehesas.

### Zonas protegidas
El término municipal se encuentra incluido en el área de Los Llanos de Cáceres, estando amparado por la figura de la ZEPA (Zona Especial de Protección para las Aves), la cual fue otorgada en 1989. El espacio protegido incluye las mejores zonas para las aves, quedando en gran parte limitado por los riberos del Río Tamuja y del Río Almonte. La superficie de la Zona de Especial Conservación incluye algo más de setenta mil hectáreas, pertenecientes a los términos municipales de Cáceres, Sierra de Fuentes, Torreorgaz, Torrequemada, Torremocha y Aldea del Cano.

## Historia
A la caída del Antiguo Régimen la localidad se constituye en municipio constitucional en la región de Extremadura que desde 1834 quedó integrado en el partido judicial de Montánchez. En el censo de 1842 contaba con 530 hogares y 2905 vecinos.
La localidad aparece descrita en el decimoquinto volumen del Diccionario geográfico-estadístico-histórico de España y sus posesiones de Ultramar de Pascual Madoz de la siguiente manera:

TORREMOCHA: v. con ayunt. en la prov. y aud. terr. de Cáceres (4 leg.), part. jud. de Montanches (2), dióc de San Marcos de Leon (Llerena 20), c. g. de Estremadura (Badajoz 15): sit. á la falda de un cerro poco elevado y márg. del Salor: es de clima cálido, reinan los vientos S. y E., y se padecen tercianas: tiene 600 casas, la de ayunt.; escuela dotada con 1,100 rs. de los fondos públicos, á la que asisten 100 niños de ambos sexos; igl. parr. (la Asuncion) con curato de segundo ascenso y provision de S. M. á propuesta del Tribunal Especial de las Ordenes Militares, como perteneciente á la de Santiago; en los afueras las ermitas del Humilladero, San Antonio y la Piedad, y no lejos el cementerio. Se surte de aguas potables en 10 fuentes principales, que la tienen sabrosa y de buena calidad. Confina el térm. por N. con el de Cáceres; E. Benquerencía y Botija; S. Albalá; O. Torrequemada; y comprende 10,000 fan. de tierra roturada para labor, divididas en hojas que alternan cada 3 ó 4 años, en las cuales hay tambien buen monte de encina en los sitios nominados Cotillo, Lanchas, Matas y Carrascal. Le bañan el r. Salor y riach. Jarripa. El terreno es casi todo de cerritos muy pequeños, de muy buena calidad para labor y alguna parte para pastos. Los caminos vecinales: el correo se recibe en Montanches. prod.: trigo, centeno, cebada, garbanzos, habas, lino, poco, vino y aceite; se mantiene ganado lanar, de cerda, vacuno y mular; y se cria abundante caza menuda. ind. y comercio: 5 molinos harineros, un batan, 2 tahonas, 2 relinas y varios telares de paño pardo; se trafica en este art., en cerdos y carneros. pobl.: 530 vec., 2,903 alm. cap. prod.: 5.210,000 rs. imp.: 285,500. contr.: 40,054 rs. 12 mrs.
(Madoz, 1849, p. 93)

## Demografía
Torremocha cuenta con una población de 736 habitantes (INE 2024).
| Gráfica de evolución demográfica de Torremocha entre 1842 y 2021                                                    |
| |
| Población de derecho según los censos de población del INE Población de hecho según los censos de población del INE |

## Administración y política
| Partidos políticos en el Ayuntamiento de Torremocha (2023-2019Partidos políticos en el Ayuntamiento de Torremocha (2023- 2027 |            |
| Partido político | Concejales |
| Partido Socialista Obrero Español (PSOE)                                                                                      | 2          |
| Partido Popular (PP) | 3          |
| Adelante Torremocha | 2          |

## Patrimonio

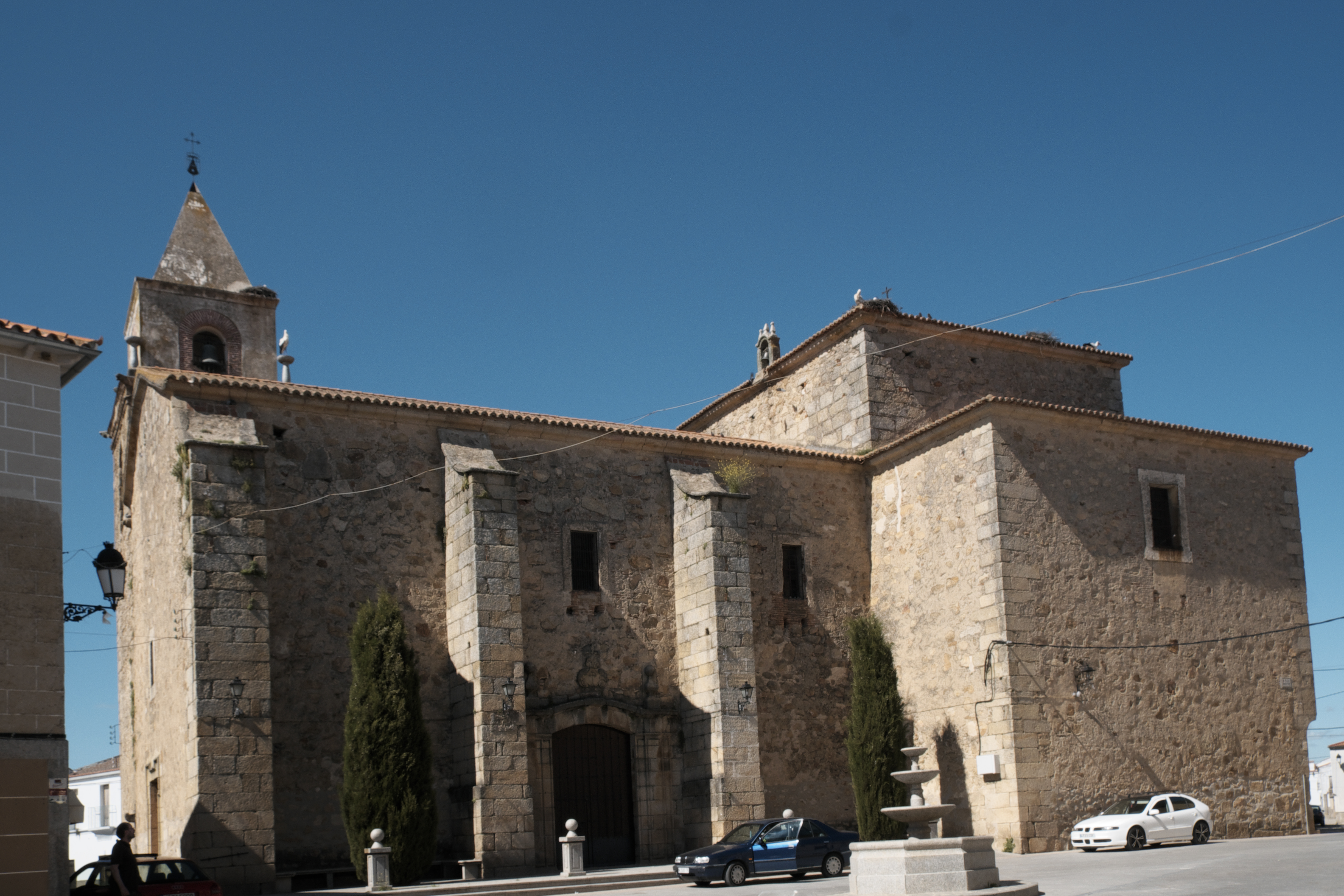
Iglesia de la Asunción

Dentro del patrimonio artístico cabe destacar monumentos eclesiásticos tales como la iglesia de la Asunción, obra barroca del siglo XVIII con restos en el pie de la torre del siglo XVI, construida generalmente de mampostería, con dos naves en forma de cruz. La ermita del Santísimo Cristo del Humilladero del siglo XVIII, de estilo barroco, en el que generalmente predomina la mampostería. Contiene en su interior un retablo de increíble vistosidad en el que se encuentra ubicado el Patrón de la localidad.
Otras iglesias son la ermita de la Piedad. La ermita de San Antonio del siglo XVIII, obra barroca construida de mampostería. La ermita de Nuestra Señora de Torrealba del siglo XVI, construida generalmente de mampostería y de estilo barroco. En su interior se encuentra un retablo neogótico del siglo XX en el que se encuentra ubicada la Virgen de Torrealba con Niño en la mano derecha, del siglo XVIII. En este emplazamiento se celebra el martes siguiente al Domingo de Resurrección una de las fiestas más importantes de la comarca denominada "La Pica". Entre los monumentos civiles hay que destacar el antiguo Palacio del Comendador de la Orden de Santiago, así como las bellas casonas señoriales erigidas por las familias de grandes propietarios rurales y acaudalados terratenientes, claro ejemplo son la casa del Regente Bonilla y las casas solariegas en las inmediaciones de la plaza Mayor, la Casa de las Leonas, y la iglesia de La Asunción que evocan su noble pasado.
Como es propio de los núcleos de la penillanura, su trazado urbanístico lo conforman un entramado de calles rectas y de notable amplitud. Las muestras de la arquitectura popular nos presentan sencillas viviendas de dos pisos construidas con mampostería encalada abriéndose en sus muros vanos adintelados. No obstante, algunos edificios de carácter solariego evocan el rancio abolengo de su población albergando portadas de cantería granítica con columnas o pilares, balconadas y pilares de hierro forjado y referencias heráldicas. La vivienda más antigua de la villa, en las proximidades de la iglesia parroquial, pertenece al siglo XVI.